# 東海大学総合農学研究所
東海大学総合農学研究所（とうかいだいがくそうごうのうがくけんきゅうじょ）は、東海大学の附置研究所の一つで、1985年（昭和60年）に設立。

## 概要
日本の食料生産を支える九州の熊本を基点に、アジアに開かれた大学の一員として食料・農業・農村をめぐる様々な問題を取り上げ、それらの解決方策を探りながら研究活動を展開している。また、昨今の生命科学をはじめとした先端技術の進展は目覚しいことから、バイオテクノロジーの食料生産への活用等についても積極的に取り入れている。

## 沿革
- 1985年
  - 総合農学研究所を開設。